# Brodick

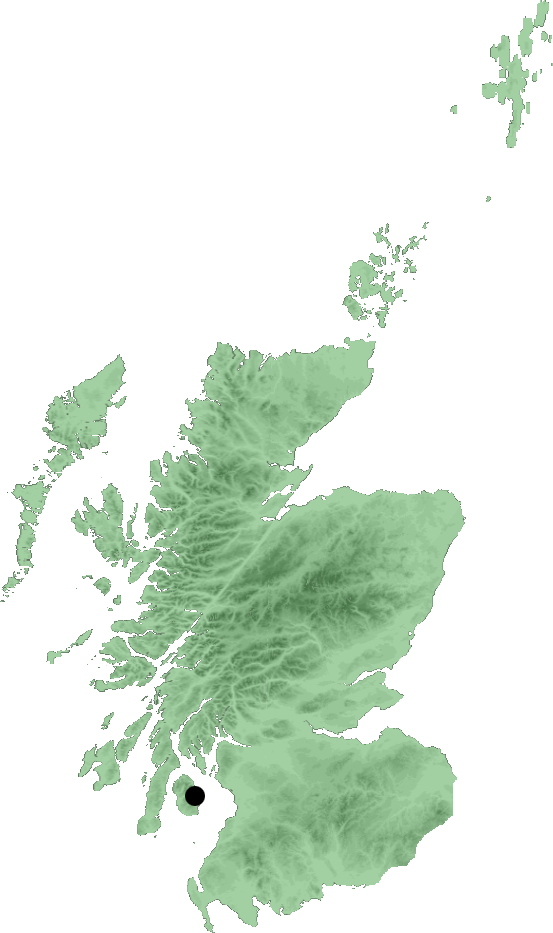
Brodick

Brodick (skotsk gaeliska:Breadhaig or Tràigh a' Chaisteil) är huvudorten på Isle of Arran, den största ön i Firth of Clyde, North Ayrshire, Skottland. Brodick Castle var tidigare huvudsäte för ätten Hamilton. Brodrick har färjeförbindelse till Ardrossan på fastlandet.